# Domenico Donzelli

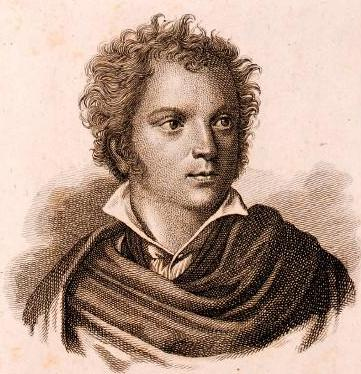
Domenico Donzelli, 1825

Domenico Donzelli (* 2. Februar 1790 in Bergamo; † 31. März 1873 in Bologna) war ein italienischer Opernsänger (Tenor).

## Leben
Er gehörte bereits als Knabe dem Chor des Teatro Riccardi in Bergamo an. An diesem Haus debütierte er 1808 auch mit einer Nebenrolle in der Oper Elisa von Johann Simon Mayr. Bekannt wurde er mit der Uraufführung der Oper Torvaldo e Dorliska 1815, deren männliche Titelpartie der Komponist Gioachino Rossini für ihn geschrieben hatte. Er blieb Rossini zeit seines Lebens freundschaftlich verbunden. Er wirkte in den Uraufführungen der Opern Zoraida di Granata von Gaetano Donizetti (1822), Il viaggio a Reims von Rossini (1825), Donna Caritea von Saverio Mercadante (1826), Olivo e Pasquale von Donizetti (1827), Clari von Fromental Halévy (1929), Norma von Vincenzo Bellini (1831), Ugo, conte di Parigi (1832) und Parisina (1833) von Donizetti, Il bravo von Marcadante (1839) und Maria Padilla von Donizetti (1841) mit. Er trat in Mailand, Rom, Venedig, London, Wien und Paris auf. Seine Stimme wurde von Charles Burney als gleichzeitig einschmeichelnd und robust („mellifluous and robust“) beschrieben. 1841 beendete er seine Karriere. Der Versuch eines Comebacks 1844 in Neapel scheiterte, da er seine alte stimmliche Form nicht mehr erreichte.